# 8926 Abemasanao
8926 Abemasanao è un asteroide della fascia principale. Scoperto nel 1996, presenta un'orbita caratterizzata da un semiasse maggiore pari a 3,2535500 UA e da un'eccentricità di 0,1224568, inclinata di 0,47608° rispetto all'eclittica.
L'asteroide è dedicato all'astronomo giapponese Masanao Abe.